# Surintendante de la Maison de la Reine

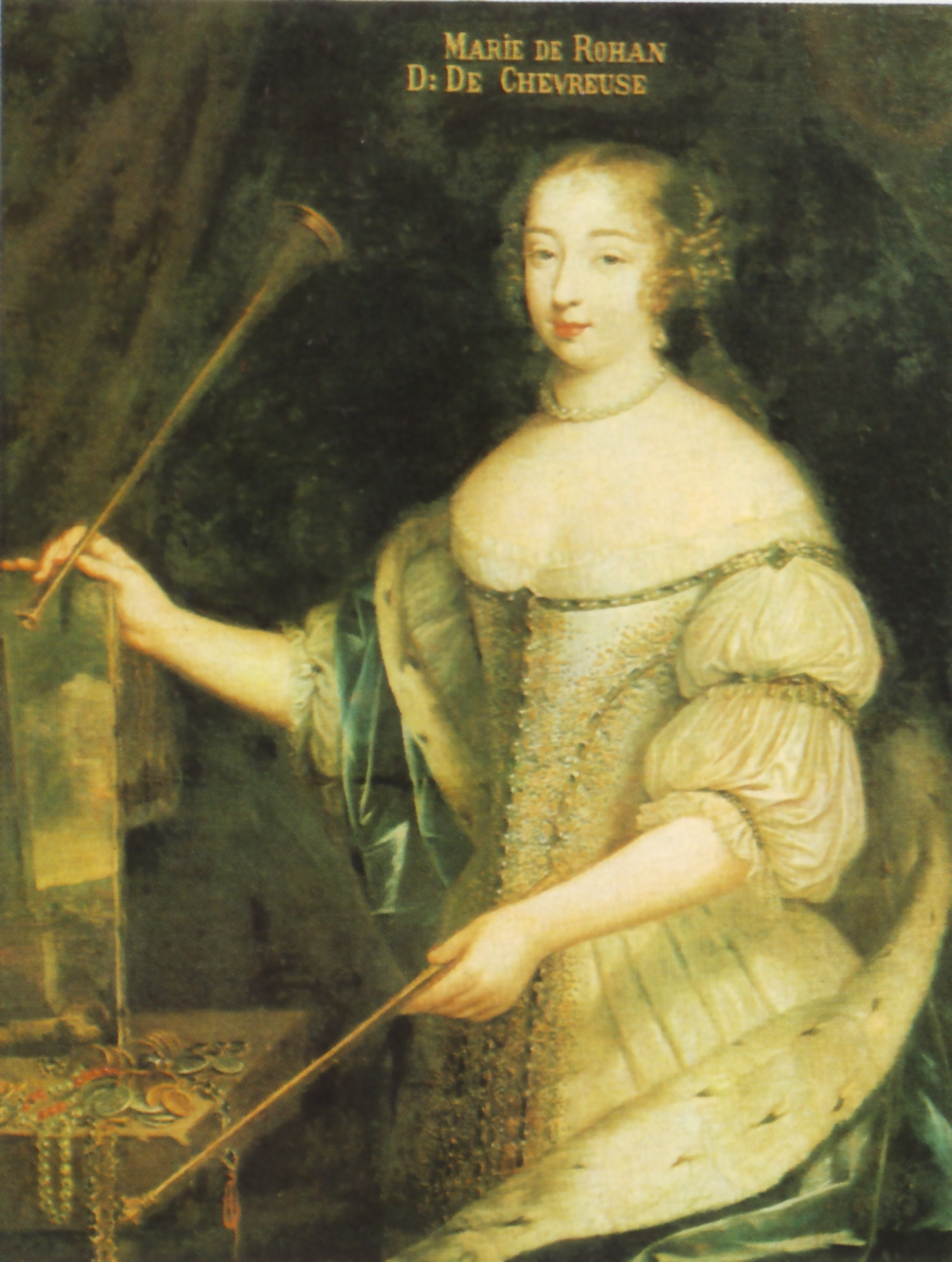
La Duquesa de Chevreuse, para quem o cargo de Surintendante de la Maison de la Reine foi criado em 1619.

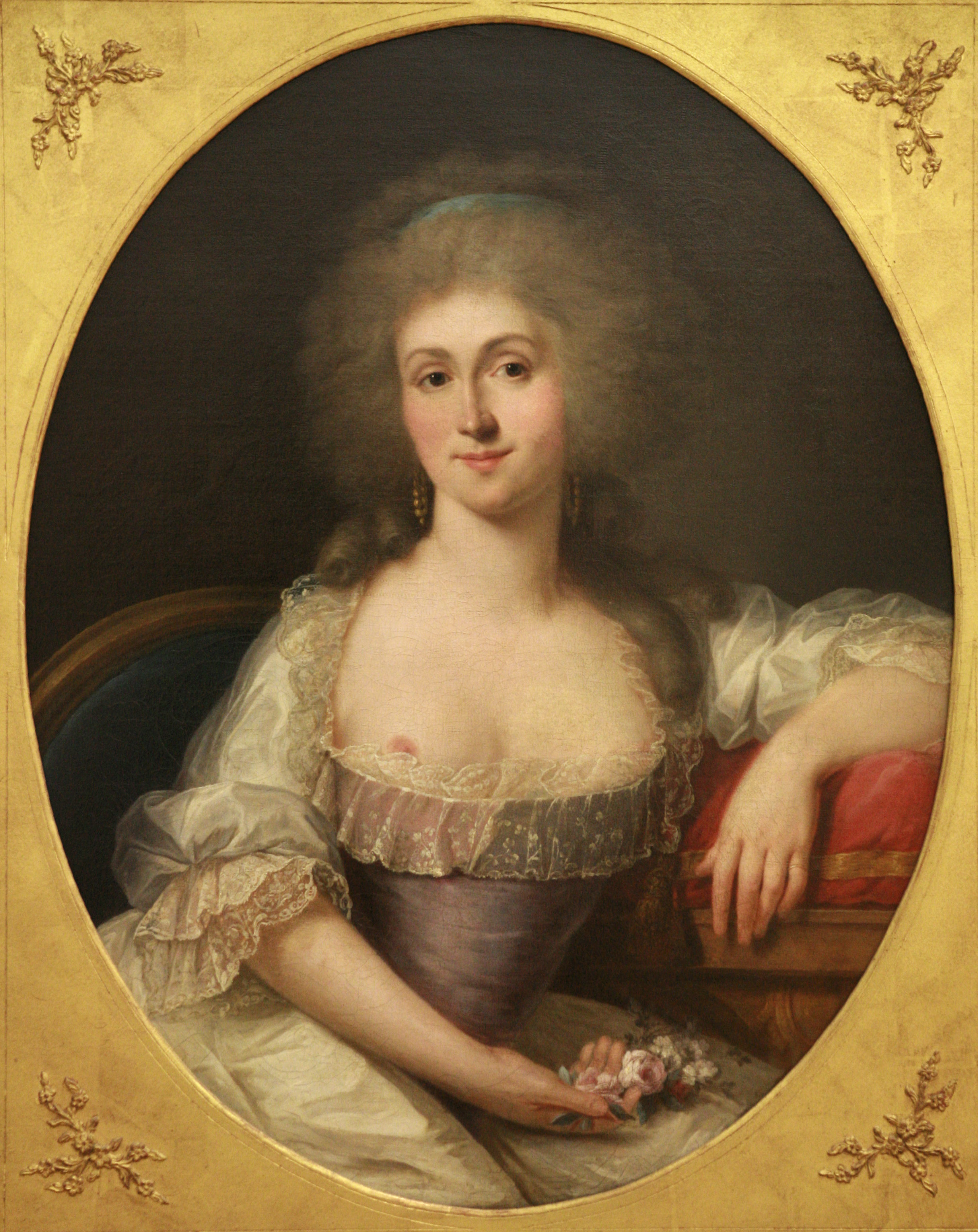
La Princesa de Lamballe por Joseph Duplessis

Surintendante de la Maison de la Reine, ou apenas Surintendante, era a principal Dama de companhia na corte real de França a partir de 1619 até a revolução francesa. A Surintendante era selecionada a partir de membros da alta nobreza francesa.

## História
O cargo foi criado em 1619. A Surintendante e a Governanta dos Filhos de França eram as únicas mulheres com cargos, na França, a fazer um juramento de lealdade ao próprio Rei.
A surintendante tinha quase as mesmas tarefas que a dame d'honneur: receber o juramento do pessoal feminino antes de assumir o cargo e supervisioná-las e planear a rotina diária da rainha, bem como organizar as contas e lista de pessoal. O cargo de surintendante  foi colocado na classificação acima da dame d'honneur, sendo então a pessoa com a posição mais alta na corte pessoal da rainha (chambre de la reine) . Sempre que a surintendante estava ausente, era substituída pela dame d'honneur. O cargo poderia ser deixado vacante por longos períodos, e foi abolido entre a morte de Maria Ana de Bourbon, em 1741 e a nomeação da Princesa Maria Luísa de Sabóia em 1775.
Durante o Segundo Império, a Grande-Maitresse era o equivalente a Surintendante, sendo formalmente o cargo oficial feminino mais elevado na corte, mas na prática, com as mesmas tarefas que a dame d'honneur.

## Lista de Surintendantes de "la Maison de la Reine"

### Surintendante deAna de Áustria1619-1666
- 1619-1637: Maria de Rohan, Duquesa de Chevreuse
- 1657-1666: Ana Maria Martinozzi, Princesa de Conti

### Surintendante deMaria Teresa da Espanha1660-1683
- 1660-1661: Ana Gonzaga, Condessa palatina de Simmern
- 1661-1679: Olímpia Mancini, Condessa de Soissons
- 1679-1683: Francisca Atenas, Marquesa de Montespan

### Surintendante deMarie Leszczyńska1725-1768
- 1725-1741: Maria Ana de Bourbon, "Mademoiselle de Clermont'"
- 1741-1768: Abolida

### Surintendante deMaria Antonieta1775-1791
- 1775-1791: Maria Luísa de Sabóia, Princesa de Lamballe